# ジェネシー郡 (ミシガン州)
ジェネシー郡（英: Genesee County）は、アメリカ合衆国ミシガン州の郡である。人口は40万6211人（2020年）。郡庁所在地はフリントである。1837年に設立されニューヨーク州からの植民者達によってニューヨーク州ジェネシー郡の名を取って命名された。この郡の多くの地名はまた植民の傾向を反映して、ニューヨーク州およびペンシルベニア州から来ている。

## 地理
アメリカ合衆国統計局によると、この郡は総面積1,682 km2 (649 mi2) である。このうち1,657 km2 (640 mi2) が陸地で25 km2 (10 mi2) が水地域である。総面積の1.49%が水地域となっている。

### 隣接する郡
- ラピーア郡 (東)
- シアワシー郡 (西)
- オークランド郡 (南東)
- リビングストーン郡 (南西)
- タスコラ郡 (北東)
- サギノー郡 (北西)

## 人口動静

2000年国勢調査に基づくジェネシー郡の人口ピラミッド

2000年国勢調査で、この郡は人口436,141人、169,825世帯、及び115,990家族が暮らしている。人口密度は263/km2 (682/mi2) である。111/km2 (287/mi2) の平均的な密度に183,630軒の住宅が建っている。この郡の人種的な構成は白人75.29%、アフリカン・アメリカン20.37%、ネイティブ・アメリカン0.55%、アジア0.81%、太平洋諸島系0.02%、その他の人種0.78%、及び混血2.18%である。ここの人口の2.33%はヒスパニックまたはラテン系である。
この郡内の人口は27.40%が18歳未満の未成年、18歳以上24歳以下が8.90%、25歳以上44歳以下が29.70%、45歳以上64歳以下が22.40%、及び65歳以上が11.60%にわたっている。中央値年齢は35歳である。女性100人ごとに対して男性は92.60人である。18歳以上の女性100人ごとに対して男性は88.50人である。
この郡の世帯ごとの平均的な収入は41,951 USドルであり、家族ごとの平均的な収入は50,090 USドルである。男性は44,255 USドルに対して女性は27,418 USドルの平均的な収入がある。この郡の一人当たりの収入 (per capita income) は20,883 USドルである。人口の13.10%及び家族の10.20%は貧困線以下である。全人口のうち18歳未満の19.10%及び65歳以上の7.70%は貧困線以下の生活を送っている。

## 主な都市
- フリント（郡庁所在地）
- バートン（Burton）